# Acronicta

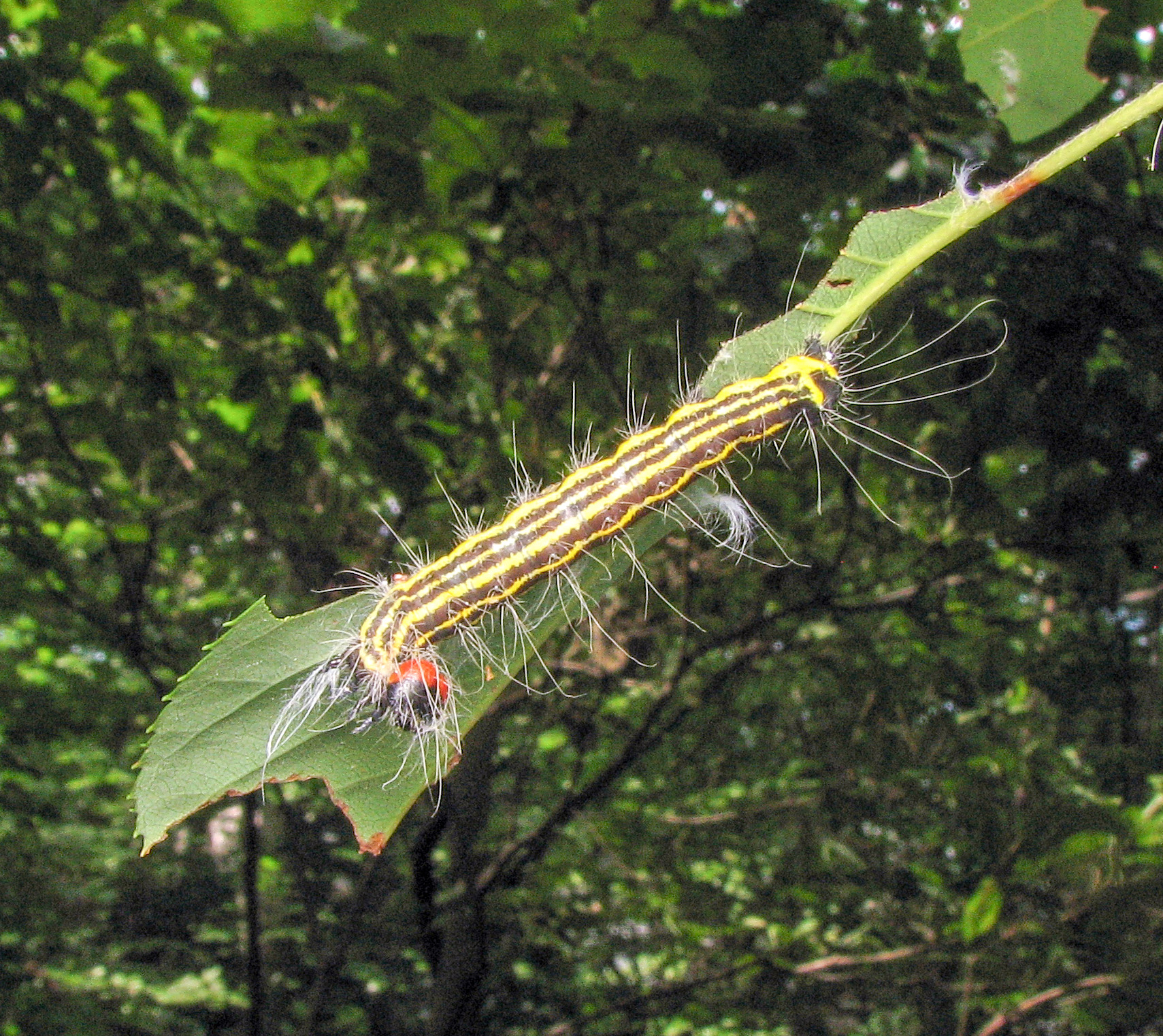
A. radcliffei oruga

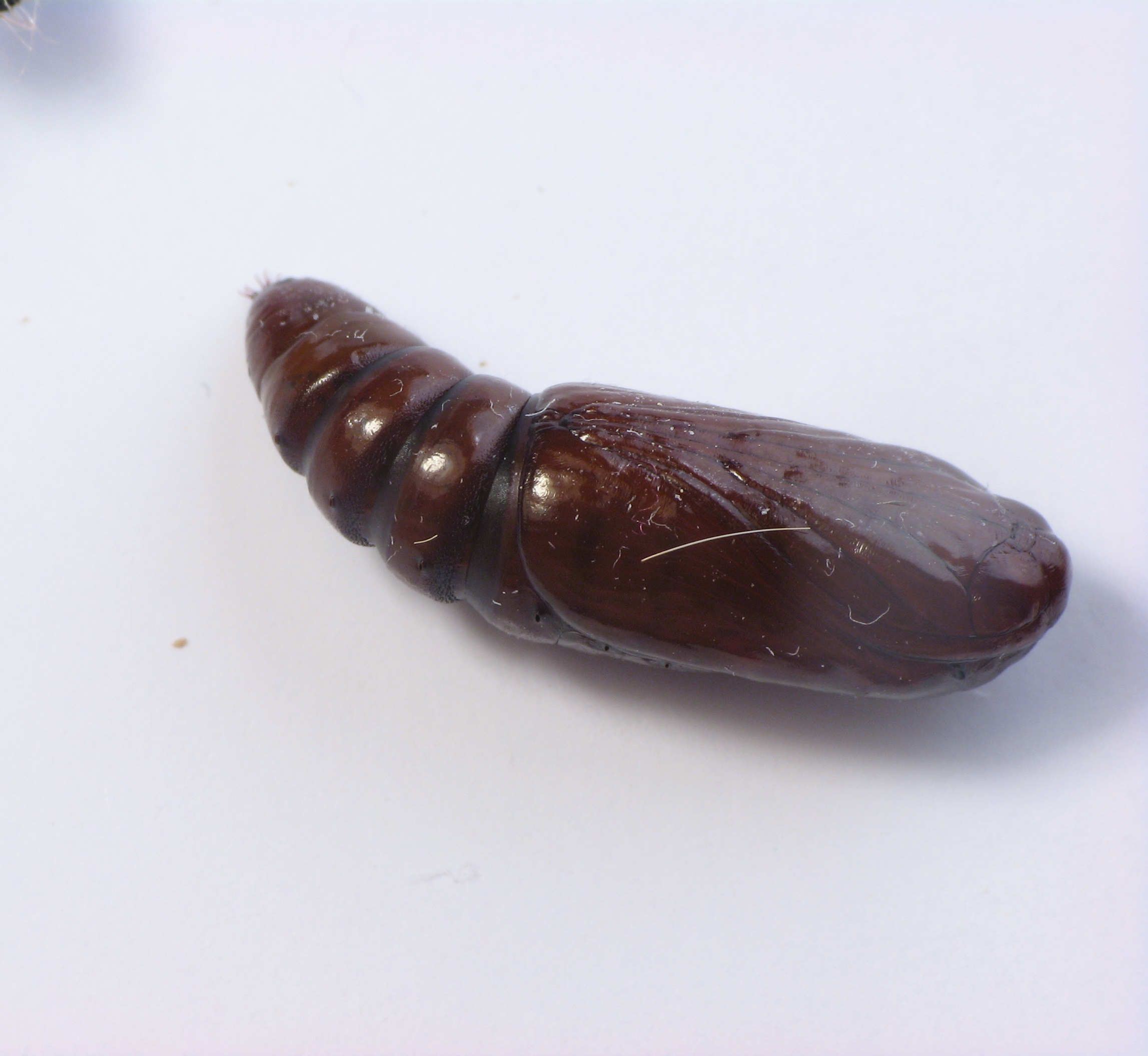
A. radcliffei pupa

Acronicta es un género de lepidópteros que contiene unas 150 especies distribuidas principalmente en las regiones templadas del Holártico, con algunas en las regiones subtropicales adyacentes.
Las orugas de la mayoría de las especies de Acronicta son inconfundibles, con matas de pelos de colores brillantes; se alimentan muy visiblemente en las hojas de muchos árboles comunes. La larva de la polilla Acronicta oblinita es inusualmente peluda, incluso para este género.
Las especies de Acronicta se conocen generalmente como polillas daga, ya que la mayoría tienen una o más marcas de puñales negro  en la parte superior de sus alas anteriores. Sin embargo, algunas especies tienen una marca oscura en forma de anillo en su lugar.

## Especies[3]
| - Acronicta aceris Linnaeus, 1758 - Acronicta adaucta Warren, 1909 - Acronicta afflicta Grote, 1864 - Acronicta albarufa Grote, 1874 - Acronicta albistigma Hampson, 1909 - Acronicta alni Linnaeus, 1767 - Acronicta americana Harris, 1841 - Acronicta atristrigatus J.B. Smith, 1900 (también escrita Acronicta atristrigata) - Acronicta auricoma [Schiffermüller], 1775 - Acronicta australis (Mustelin & Leuschner, 2000) - Acronicta barnesii Smith, 1897 - Acronicta beameri Todd, 1958 - Acronicta bellula Alpheraky, 1895 - Acronicta betulae Riley, 1884 - ?Acronicta bicolor Moore, 1881 - Acronicta browni Mustelin & Leuschner, 2000 - Acronicta brumosa Guenée, 1852 - Acronicta carbonaria Graeser, 1889 - Acronicta catocaloida Graeser, 1889 - Acronicta centralis Erschoff, 1874 - Acronicta cinerea Hufnagel, 1766 - Acronicta clarescens Guenée, 1852 - Acronicta concrepta Draudt 1937 - Acronicta connecta Grote, 1873 - Acronicta cuspis – Large Dagger Hübner, [1813] - Acronicta cyanescens Hampson, 1909 - Acronicta dahurica Kononenko & Han, 2008 - Acronicta dactylina Grote, 1874 - Acronicta denticulata Moore - Acronicta digna Butler, 1881 - Acronicta dinawa Bethune-Baker, 1906 - Acronicta dolli (Barnes & McDunnough, 1918) - Acronicta edolata Grote, 1881 - Acronicta euphorbiae [Schiffermüller], 1775 - Acronicta exempta Dyar, 1922 - Acronicta exilis Grote, 1874 - Acronicta extricata Grote, 1882 - Acronicta falcula Grote, 1877 (sin: Acronicta mansueta Smith, 1897, Acronicta parallela Grote, 1879) - Acronicta fragilis Guénée, 1852 - Acronicta funeralis Grote & Robinson, 1866 - Acronicta gastridia Swinhoe, 1895 - Acronicta grisea Walker, 1856 - Acronicta haesitata Grote, 1882 - Acronicta hamamelis Guenée, 1852 (sin: Acronicta subochrea Grote, 1874) - Acronicta hasta Guenée, 1852 - Acronicta hastulifera J.E. Smith, 1797 - Acronicta heitzmani Covell & Metzler, 1992 - Acronicta hercules Felder & Rogenhofer, 1874 - Acronicta impleta Walker, 1856 - Acronicta impressa Walker, 1856 - Acronicta inclara Smith, 1900 - Acronicta increta Morrison, 1974 - Acronicta innotata Guenée, 1852 - Acronicta insita Walker, 1856 - Acronicta intermedia Warren, 1909 - Acronicta interrupta Guenée, 1852 - Acronicta iria Swinhoe, 1899 - Acronicta jozana Matsumura, 1926 - Acronicta laetifica Smith, 1897 - Acronicta lanceolaria Grote, 1875 - Acronicta lepetita Smith, 1908 - Acronicta leporina Linnaeus, 1758 - Acronicta lepusculina Guenée, 1852 - Acronicta leucocuspis Butler, 1878 - Acronicta lithospila Grote, 1874 - Acronicta lobeliae Guenée, 1852 - Acronicta longa Guenée, 1852 - Acronicta lupini Grote, 1873 (sin: Acronicta ursina (Smith, 1898), Acronicta atlinensis (Barnes & Benjamin, 1927) - Acronicta lutea Bremer & Grey 1852 - Acronicta major Bremer, 1861 - Acronicta marmorata Smith, 1897 - Acronicta megacephala [Schiffermüller], 1775 - Acronicta menyanthidis Esper, 1789 - Acronicta metaxantha Hampson, 1909 - Acronicta modica Walker, 1856 - Acronicta morula Grote & Robinson, 1868 - Acronicta nigricans Leech, 1900 - Acronicta noctivaga Grote, 1864 - Acronicta oblinita Smith, 1797 (sin: Acronicta arioch Strecker, 1898) - Acronicta omorii Matsumura, 1926 - Acronicta orientalis Mann, 1862 - Acronicta othello Smith, 1908 - Acronicta ovata Grote, 1873 - Acronicta pasiphae Draudt, 1936 - Acronicta paupercula Grote, 1874 - Acronicta perblanda Ferguson, 1989 - Acronicta perdita Grote, 1874 - Acronicta pruinosa Guenée, 1852 - Acronicta psi Linnaeus, 1758 - Acronicta psichinesis Kononenko & Han, 2008 - Acronicta psorallina Lower, 1903 - Acronicta pulverosa Hampson 1909 - Acronicta quadrata Smith, 1908 - Acronicta radcliffei Harvey, 1875 - Acronicta raphael Oberthur 1884 - Acronicta rapidan Dyar, 1912 - Acronicta retardata Walker, 1861 (sin: Acronicta caesarea Smith, 1905) - Acronicta rubiginosa Walker, 1862 - Acronicta rubricoma Guenée, 1852 - Acronicta rumicis Linnaeus, 1758 - Acronicta sagittata McDunnough, 1940 - Acronicta sinescripta Ferguson, 1989 - Acronicta sperata Grote, 1873 - Acronicta spinea (Grote, 1876) - Acronicta spinigera Guenée, 1852 - Acronicta strigosa [Schiffermüller], 1775 - Acronicta strigulata Smith, 1897 - Acronicta subornata Leech, 1889 - Acronicta sugii (Kinoshita, 1990) - Acronicta superans Guenée, 1852 - Acronicta theodora Schaus, 1894 - Acronicta thoracica Grote, 1880 - Acronicta tiena Püngeler, 1907 - Acronicta tota Grote, 1879 - Acronicta tridens [Schiffermüller], 1775 - Acronicta tristis Smith, 1911 - Acronicta tritona Hübner, 1879 - Acronicta valliscola Blanchard, 1968 - Acronicta vinnula Grote, 1864 - Acronicta vulpina Grote, 1883 |